# Şiran (district)
Şiran is een Turks district in de provincie Gümüşhane en telt 18.595 inwoners (2007). Het district heeft een oppervlakte van 927,9 km². Hoofdplaats is Şiran.
De bevolkingsontwikkeling van het district is weergegeven in onderstaande tabel.
| 1997   | 2000   | 2007   |
| ------ | ------ | ------ |
| 26.700 | 26.397 | 18.595 |